# Elbe Wochenblatt
Das Elbe Wochenblatt ist eine kostenlose Wochenzeitung und ein Anzeigenblatt für den Hamburger Westen und Süden.
1963 von Jörn Legahn gegründet, dann verkauft. Bis 2014 gehörten der Verlagsgruppe Axel Springer SE Anteile am Elbe Wochenblatt, die dann von der Funke-Mediengruppe übernommen wurden. 24,9 % der Gesellschafteranteile gehören heute der Funke-Mediengruppe, 75,1 % der Gesellschafteranteile gehören der HVB (Hauptaktionär Madsack, Hannover). Im Verlag erscheinen wöchentlich die fünf Lokalausgaben Altonaer/Elbvororte Wochenblatt, Eidelstedter/Luruper Wochenblatt, Eimsbütteler/Eppendorfer Wochenblatt, Harburger/Wilhelmsburger Wochenblatt und Süderelbe Wochenblatt. Das Anzeigenblatt erscheint im Verbund mit den FUNKE Anzeigenblättern Hamburger Wochenblatt.
Geschäftsführer Michael Heinz ist der Bruder des vormaligen Hamburger-Wochenblatt-Geschäftsführers Manfred Raimund Heinz, der für das Haus Axel Springer 1976 den Hamburger Wochenblatt Verlag aufgebaut hat. Nach seinem altersbedingten Ausscheiden hat Manfred Raimund Heinz den Verlag HANSEPRESS gegründet und gibt u. a. monatlich das Magazin Volksdorfer Zeitung heraus.
Das Elbe Wochenblatt wird sonnabends kostenlos an alle erreichbaren Haushalte verteilt. Zum redaktionellen Inhalt gehören stadtteilbezogene Themen aus allen Bereichen (Politik, Kultur, Gesellschaft usw.).